# Hussein bin Abdullah, Thái tử của Jordan
Thái tử Hussein bin Abdullah (tiếng Ả Rập: حسين بن عبد الله; sinh ngày 28 tháng 06 năm 1994) là người thừa kế rõ ràng ngai vàng của Vương quốc Jordan và con trai cả của vua Abdullah II của Jordan và Hoàng hậu Rania của Jordan. Ông đã thay thế người chú của mình, Hoàng tử Hamzah, như người thừa kế vào năm 2004, và đã được cấp tước hiệu thái tử vào năm 2009. Kể từ khi đạt tuổi trưởng thành vào năm 2012, Hussein đã hoạt động như nhiếp chính nhiều lần.

## Liên kết
- Official website of the Queen of Jordan